# Wet collectieve afwikkeling massaschade
De Wet collectieve afwikkeling massaschade (WCAM) werd als Nederlandse wet op 16 juli 2005 van kracht en biedt consumentencollectieven en bedrijven de mogelijkheid om de overeenkomsten die zij hebben afgesloten over schadevergoeding of compensatie algemeen verbindend te laten verklaren.

## Algemeen
Verzoeken om overeenkomsten algemeen verbindend te verklaren moeten worden ingediend bij het Amsterdamse Gerechtshof. Na de algemeen verbindend verklaring is de overeenkomst ook geldig voor de partijen die niet bij de onderhandelingen waren betrokken. Op deze wijze kan het aantal procedures in massaschadezaken en de duur ervan aanzienlijk ingeperkt worden. De WCAM wordt gevormd door de artikelen 907-910 van het Boek 7 van het Nederlandse Burgerlijk Wetboek en 1013-1018a van het Wetboek van Burgerlijke Rechtsvordering.
Collectieve claims kunnen bij bedrijven worden ingediend door organisaties die het beschermen van belangen van slachtoffers als doelstelling hebben, en die volle rechtspersoonlijkheid genieten. Slachtoffers die niet deel wensen te nemen aan een collectieve claimregeling kunnen dat schriftelijk kenbaar maken. Doen zij dit niet tijdig, dan zijn zij gebonden aan de door de rechter algemeen verbindend verklaarde overeenkomst.
Het voordeel van een collectieve claim is dat claimers niet zelf een rechtszaak hoeven te starten, en dat wanneer de claim onder de voorwaarden van de gesloten overeenkomst valt, er 100% garantie is dat de claim wordt toegewezen - dit is niet het geval wanneer er individuele rechtszaken worden aangespannen. Nadeel is wel dat er waarschijnlijk een lagere vergoeding wordt uitgekeerd in het geval een claim wordt erkend dan in het geval van een rechtszaak.
Deelname aan de claim-procedure is vrijwillig voor de 'aangeklaagde' organisatie. Dat is volgens de Consumentenbond een nadeel. De overheid onderzoekt sinds 2010 of het mogelijk is om partijen eerder rond de onderhandelingstafel te krijgen.
In april 2019 verscheen in het Staatsblad de verdergaande Wet afwikkeling massaschade in collectieve actie. Deze is op 1 januari 2020 in werking getreden.